# Extension Gunners FC
Extension Gunners Football Club w skrócie Extension Gunners FC – botswański klub piłkarski grający w pierwszej lidze botswańskiej, mający siedzibę w mieście Lobatse.

## Sukcesy
- I liga[1]:
  - mistrzostwo (3): 1992, 1993, 1994

- Puchar Botswany[2]:
  - zwycięstwo (3):  1988, 1992, 2011
  - finał (2): 1994, 2001

## Występy w afrykańskich pucharach
| Sezon | Rozgrywki                 | Runda   | Kraj       | Klub                     | Dom | Wyjazd | Dwumecz      |
| ----- | ------------------------- | ------- | ---------- | ------------------------ | --- | ------ | ------------ |
| 1993  | Puchar Mistrzów           | wstępna |            | Kaizer Chiefs FC         | 0–1 | 0–5    | 0–6          |
| 1994  | Puchar Mistrzów           | wstepna | Namibia    | Chief Santos             | 2–0 | 3–3    | 5–3          |
| 1994  | Puchar Mistrzów           | 1       | Zair       | AS Vita Club             | 1–1 | 0–5    | 1–6          |
| 1995  | Puchar Mistrzów           | wstępna | Eswatini   | Eleven Men in Flight FC  | 2–2 | 2–2    | 4–4 (k. 2–4) |
| 2002  | Puchar Zdobywców Pucharów | wstępna | Mauritius  | US Beau Bassin-Rose Hill | 1–1 | 2–3    | 3–4          |
| 2012  | Puchar Konfederacji       | wstępna | Madagaskar | Tana Formation FC        | 2–1 | 0–2    | 2–3          |

## Stadion
Domowe mecze klub rozgrywa na stadionie w Lobatse, który może pomieścić 22000 widzów.

## Reprezentanci kraju grający w klubie od 2007 roku
Stan na kwiecień 2023.
| - Mothusi Cooper - Mano Ditshupo - Lesego Galenamotlhale - Amos Godirwang - Katlego Keobake - Tendai Kesekile - Kenanao Kgetholetsile - Kellelo Kgosimore - Odirile Lekoba - Thabiso Mabhachi - Tshepo Maikano - Oabile Makopo - Olekantse Mambo - Moemedi Moatlhaping - Dirang Moloi - Elijah Montsho - Otlantshekela Mooketsi | - Botlhe Moralo - Obonye Moswate - Hendrick Moyo - Kutlwelo Mpolokang - Raphael Nthwane - Mmusa Ohilwe - Topo Piet - Kemmy Pilato - Abednico Powell - Baokeditswe Talane - David Tsalaile - Boitshoko Zikhale - Manou Mvuyekere - Christophe Ndayishimiye - Aimé Nzohabonayo - Alfred Leku - Francis Olaki |